# 莫里斯·威尔克斯
莫里斯·文森特·威尔克斯爵士，（1913年6月26日—2010年11月29日），英国计算机科学家。设计和制造了世界上第一台存储程序式电子计算机，在“工程和软件等计算机领域都有许多开创性成果”。

## 简介
威尔克斯1913年6月26日生于英国斯塔福德郡的达德利。于1931-1934年就读于剑桥大学圣约翰学院，之后进入卡文迪许实验室，并于1936年完成其物理学博士学位。博士论文题目是“关于甚长无线电波在电离层中的传播特性”（the propagation of very long radio waves in the ionosphere）。他的硕士学位也是在同一年年初获得。
二战期间，威尔克斯在TRE服兵役，参与或主持过10cm雷达，的研制。
战后，回到剑桥大学，出任数学实验室（后改名计算机实验室）主任。 1946年10月，他以EDVAC为蓝本设计建造了EDSAC，是第一个实际存储程序的电子计算机，并于1949年5月成功运行。之后负责建设EDSAC2。
1980年，威尔克斯从他一直负责的计算机实验室退休，出任DEC公司顾问和MIT的兼职教授。1986年回到英国担任Olivetti公司顾问。
在2000年的新年授勋名单中，威尔克斯被封为爵士。2002年，搬回计算机实验室，担任剑桥大学荣誉教授。

## 贡献
设计和制造第一台内部存储程序的电子计算机EDSAC（延迟存储电子自动计算器）。
1946年5月，他获得冯·诺伊曼起草的EDVAC计算机的设计方案的一份复印件。1946年10月，返回剑桥大学后，以EDVAC为蓝本设计建造了EDSAC。它使用了水银延迟线作存储器，穿孔纸带为输入设备和电传打字机为输出设备。EDSAC是第一台诺依漫机器结构的电子计算机。
在设计与制造EDSAC和EDSAC 2的过程中，威尔克斯创造和发明了许多新的技术概念。诸如“变址”、“宏指令”、微程序、子例程及子例程库、高速缓冲存储器（Cache）等等，这些都对现代计算机的体系结构和程序设计技术产生了深远的影响。
他曾开发了一种简单的表处理语言wisp。在1977年他64岁的时候，他还提出一个语言翻译系统——“语义原语系统”(se-mantic primitive)。

## 荣誉
1956年，他当选为皇家学会院士；英国计算机学会的创始人之一，并担任第一任主席（1957年-1960年）；1977年和1980年先后当选为美国工程院和美国科学院外籍院士；是国际信息处理联盟（IFIP）的主要发起人之一。
在2000年新年授勋名单中被封为下級勳位爵士。

### 图灵奖
1967年获ACM图灵奖。图灵奖引文：
威尔克斯教授以设计和制造了第一台内部存储程序的电子计算机EDSAC而闻名。EDSAC使用了水银延迟线作为存储器并在1949年5月成功运行。在1951年他与惠勒和吉尔合著出版了《怎样在电子数字计算机上准备程序》，在这本书中，程序库被首次有效地提出。
英文原文：
图灵奖演讲题目是：计算机的过去和现在。

### 其他
- 1980年获得ACM的Eckert-Mauchly奖
- 1968年获AFIPS的Harry Goode奖
- 1981年获IEEE的McDowell奖
- 1982年获宾夕法尼亚大学的Pender奖
- 1988年获日本的C&C奖
- 1991年获意大利的Italgas奖

## 著作
1. 《怎样在电子数字计算机上准备程序》（Preparation of Programs for an Electronic Digital Computer）Addison-Wesley，1951年出版
2. 《自动数字计算机》（Automatic Digital Computers）John Wiley & Sons, New York, 1956年出版,  QA76.W5 1956.
3. 《数值分析导论》（A Short Introduction to Numerical Analysis）. Cambridge University Press, 1966年出版, 1971年重印. 平装ISBN 0-521-09412-7; 精装ISBN 0-521-06806-1.
4. 《分时计算机系统》（Time-sharing Computer Systems）. Elsevier, 1975年出版. ISBN 0-444-19525-4
5. 《一个计算机先驱的回忆》（Memoirs of a Computer Pioneer）. The MIT Press. 1985年出版. ISBN 0-262-23122-0